# Muhovič
Muhovič je redkejši priimek v Sloveniji.

## Znani nosilci priimka
- Jožef Muhovič (*1954), slikar, grafik, likovni teoretik in publicist, izr. član SAZU